# バレーボールイタリア男子代表
バレーボールイタリア男子代表（バレーボールイタリア だんしだいひょう、イタリア語: Nazionale italiana di pallavolo maschile）は、バレーボールの国際大会で編成されるイタリアの男子バレーボールナショナルチームである。愛称は「アズーリ」（Azzurri）。

## 歴史
1929年イタリアバレーボール連盟が設立。1947年に国際バレーボール連盟へ加盟した。イタリアが初めて獲得したメダルは第1回大会の1948年欧州選手権の銅メダルであるが、強豪国の一角となったのは自国開催の1978年世界選手権で銀メダル獲得以降、1980年代に入ってからである。
1984年ロサンゼルスオリンピックでは、ソ連や東欧の強豪国がボイコットで不参加ながらも銅メダルを獲得、その後、ソ連の崩壊と共に1990年代に全盛期を迎えた。イタリアのプロリーグ･セリエAの所属選手の活躍により、世界選手権3連覇をはじめ、ワールドカップ、ワールドリーグ、ワールドグランドチャンピオンズカップ、欧州選手権で数々の金メダルを獲得し、世界の強豪国として一時代を築いたが、一方オリンピックでは、1996アトランタオリンピック決勝でオランダに敗れ銀メダル、2000年シドニーオリンピックは準決勝でユーゴスラビアに敗れ、3位決定戦でアルゼンチンを降し銅メダル、2004年アテネオリンピックでは決勝でブラジルに敗れ銀メダルに終わり、金メダルを獲得することはできなかった。
2000年代初頭まではFIVBランキング3位以内を維持していたものの、アテネ以降の世代交代に失敗すると一転、低迷期に陥った。2007年欧州選手権後に前代表監督を呼び戻し、一時は代表を退いたベテラン選手を再招集したチームで世界最終予選を戦い、2008年北京オリンピックに出場したが3位決定戦でロシアに3-0のストレートで敗れ、4大会ぶりにオリンピックメダルを失う結果となった。また2009年欧州選手権も10位に終わったため、次回大会は予選から参戦して本選出場権を獲得した。その後、2010年世界選手権で4位につくと、2011年欧州選手権で準優勝。2011年ワールドカップは3位のブラジルにセット率の差で及ばず4位で終えた。
2012年8月のロンドンオリンピックでは3位決定戦でブルガリアに勝利し、2大会ぶりにメダルを奪回した。
2020年の東京オリンピックでは準々決勝でアルゼンチンに敗れ、7大会ぶりに準決勝進出を逃した。

## 過去の成績

### オリンピックの成績
| - 1964年 - 不出場 - 1968年 - 不出場 - 1972年 - 不出場 - 1976年 - 8位 - 1980年 - 9位 - 1984年 - 銅メダル | - 1988年 - 9位 - 1992年 - 5位 - 1996年 - 銀メダル - 2000年 - 銅メダル - 2004年 - 銀メダル - 2008年 - 4位 | - 2012年 - 銅メダル - 2016年 - 銀メダル - 2020年 - 6位 - 2024年 - 4位 |

### 世界選手権の成績
| - 1949年 - 8位 - 1952年 - 不出場 - 1956年 - 14位 - 1960年 - 不出場 - 1962年 - 14位 - 1966年 - 16位 - 1970年 - 15位 - 1974年 - 19位 | - 1978年 - 準優勝 - 1982年 - 14位 - 1986年 - 11位 - 1990年 - 優勝 - 1994年 - 優勝 - 1998年 - 優勝 - 2002年 - 5位 - 2006年 - 5位 | - 2010年 - 4位 - 2014年 - 13位 - 2018年 - 5位 - 2022年 - 優勝 |

### ワールドカップの成績
| - 1981年 - 7位 - 1989年 - 準優勝 - 1995年 - 優勝 - 1999年 - 3位 - 2003年 - 準優勝 | - 2011年 - 4位 - 2015年 - 準優勝 - 2019年 - 7位 - 2023年 - Pool A 3位 |

### 欧州選手権の成績
| - 1948年 - 3位 - 1950年 - 不出場 - 1951年 - 8位 - 1955年 - 9位 - 1958年 - 10位 - 1963年 - 10位 - 1967年 - 8位 - 1971年 - 8位 - 1975年 - 10位 - 1977年 - 8位 - 1979年 - 5位 - 1981年 - 7位 | - 1983年 - 4位 - 1985年 - 6位 - 1987年 - 9位 - 1989年 - 優勝 - 1991年 - 準優勝 - 1993年 - 優勝 - 1995年 - 優勝 - 1997年 - 3位 - 1999年 - 優勝 - 2001年 - 準優勝 | - 2003年 - 優勝 - 2005年 - 優勝 - 2007年 - 6位 - 2009年 - 10位 - 2011年 - 準優勝 - 2013年 - 準優勝 - 2015年 - 3位 - 2017年 - 5位 - 2019年 - 6位 - 2021年 - 優勝 - 2023年 - 準優勝 |

### ワールドリーグ・ネーションズリーグの成績
| - 1990年 - 優勝 - 1991年 - 優勝 - 1992年 - 優勝 - 1993年 - 3位 - 1994年 - 優勝 - 1995年 - 優勝 - 1996年 - 準優勝 - 1997年 - 優勝 - 1998年 - 4位 - 1999年 - 優勝 - 2000年 - 優勝 - 2001年 - 準優勝 - 2002年 - 4位 | - 2003年 - 3位 - 2004年 - 準優勝 - 2005年 - 7位 - 2006年 - 5位 - 2007年 - 9位 - 2008年 - 7位 - 2009年 - 7位 - 2010年 - 6位 - 2011年 - 6位 - 2012年 - 11位 - 2013年 - 3位 - 2014年 - 3位 | - 2015年 - 5位 - 2016年 - 4位 - 2017年 - 12位 - 2018年 - 8位 - 2019年 - 8位 - 2020年 - 中止 - 2021年 - 10位 - 2022年 - 4位 - 2023年 - 4位 - 2024年 - 5位 |

### グラチャンの成績
- 1993年 - 優勝
- 2005年 - 3位
- 2013年 - 3位

## 歴代代表監督
- カルメロ・ピッテーラ（1978-1988年）
- フリオ・ベラスコ（1989-1996年）
- パウロ・ロベルト・デ・フレイタス（1996-1998年）
- アンドレア・アナスタージ（1999-2003年）
- ジャン・パオロ・モンターリ（2003-2007年）
- アンドレア・アナスタージ（2007-2010年）
- マウロ・ベッルート（2010-2015年）[18]
- ジャンロレンツォ・ブレンジーニ（2015-2021年）
- フェルディナンド・デジョルジ（2021-）

## 現在の代表選手
2024年パリオリンピックのイタリア代表を明記する。
| No. | 選手名                       | 身長 | 所属                           | ポジション | 備考       |
| --- | ---------------------------- | ---- | ------------------------------ | ---------- | ---------- |
| 5   | アレッサンドロ・ミキエレット | 211  | トレンティーノ・バレー         | OH         |            |
| 6   | シモーネ・ジャネッリ         | 200  | シル・サフェーティ・ペルージャ | S          | キャプテン |
| 7   | ファビオ・バラーゾ           | 178  | ASバレー・ルーベ               | L          |            |
| 8   | リカルド・スベルトーリ       | 188  | トレンティーノ・バレー         | S          |            |
| 11  | ジョバンニ・サンギネッティ   | 202  | ヴェローナ・バレー             | MB         |            |
| 12  | マッティア・ボトーロ         | 196  | ASバレー・ルーベ               | OH         |            |
| 14  | ジャンルカ・ガラッシ         | 201  | ヴェロ・バレー・モンツァ       | MB         |            |
| 15  | ダニエレ・ラビア             | 200  | トレンティーノ・バレー         | OH         |            |
| 16  | ユーリ・ロマーノ             | 201  | シル・サフェーティ・ペルージャ | OP         |            |
| 19  | ロベルト・ルッソ             | 207  | モデナ・バレー                 | OH         |            |
| 23  | アレッサンドロ・ボボレンタ   | 202  | G.S.ポルト・ロブールコスタ     | OP         |            |
| 31  | ルカ・ポッロ                 | 194  | パッラヴォーロ・パドヴァ       | OH         |            |

## 歴代代表選手
| - アンドレア・アナスタージ（1981-1991年） - ルカ・カンタガッリ（1986-1996年） - アンドレア・ゾルジ（1986-1998年） - アンドレア・ガルディーニ（1986-2000年） - ロレンツォ・ベルナルディ（1987-2001年） - フェルディナンド・デジョルジ（1987-2002年） - パオロ・トフォリ（1987-2004年） - マルコ・ブラッチ（1988-2002年） - アンドレア・ジャーニ（1988-2005年） - パスクアーレ・グラビーナ（1990-2000年） - アンドレア・サルトレッティ（1993-2004年） - サムエル・パピ（1993-2012年） - ダミアーノ・ピッピ（1993-2004年） - マルコ・メオーニ（1994-2008年） - シモーネ・ロサルバ（1995-2001年） - ヴィゴール・ボボレンタ（1995-2008年） - フリスト・ズラタノフ（1997-2008年） - ミルコ・コルサーノ（1998-2008年） - アレッサンドロ・フェイ（1998-2012年） - マテイ・チェルニック（1998-2010年） - ルイジ・マストランジェロ（1999-2012年） - バレリオ・ベルミリオ（1999-2010年） - アルベルト・チゾーラ（2000-2008年） - パオロ・コッツィ（2001-2005年） - クリスチャン・サバーニ（2001-2012年） - ジャコモ・シンティーニ（2001-2005年） | - マウロ・ガボット（2001-2008年） - ミカル・ラスコ（2002-2012年） - ベンツィスラフ・シメオノフ（2004年） - アレッサンドロ・パパローニ（2005-2008年） - マッテオ・マルティーノ（2007-2009年） - アンドレア・サーラ（2007-2010年） - エマヌエーレ・ビラレッリ（2008-2016年） - イバン・ザイツェフ (2010- ) - ドラガン・トラヴィツァ (2010-2015年) - シモーネ・ブティ - フィリッポ・ランザ - ジリ・コバル - ルカ・ベットーリ - マッテオ・ピアノ - シモーネ・アンザーニ - マッシモ・コラーチ - シモーネ・ジャネッリ - オスマニー・ユアントレーナ - ダビデ・カンデラーロ - エンリコ・チェステル - ルイジ・ランダッツォ - ガブリエレ・ネッリ - ダニエレ・マッツォーネ - リカルド・スベルトーリ - ディック・コーイ - フランチェスコ・レチネ |